# یارناتوو
یارناتوو (به لهستانی: Jarnatów) یک روستا در لهستان است که در گمینا لوبنگویتسه واقع شده‌است.